# 十文字站

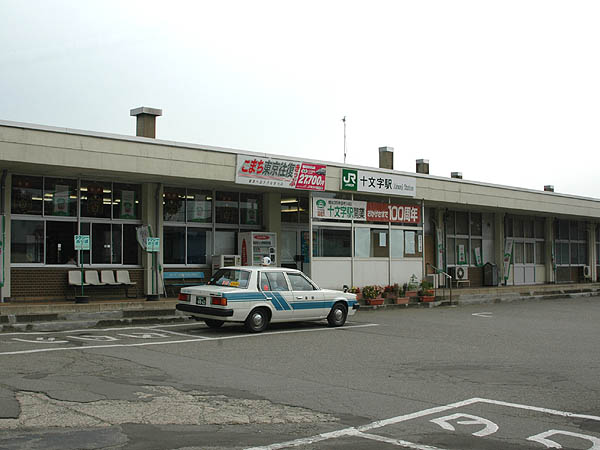
翻新前的十文字站（2005年9月）

十文字站（日语：／ Jūmonji eki */?）是位於秋田縣橫手市十文字町，屬於東日本旅客鐵道（JR東日本）的奧羽本線車站。

## 歷史
- 1905年（明治38年）9月14日：國有鐵道湯澤站至橫手站之間開業，此站啟用。當時車站位於平鹿郡（日语：平鹿郡）十文字村（日语：十文字町）。
- 1909年（明治42年）10月12日 - 制定路線名稱，此站成為奧羽本線車站。
- 1944年（昭和19年）11月：為了回收鋼鐵，跨線橋拆毀[1]。
- 1956年（昭和31年）1月：跨線橋再次建設[1]。
- 1984年（昭和59年）
  - 當年，終止貨物起卸業務。
  - 3月19日：成為業務委託車站[2]。
- 1987年（昭和62年）4月1日：伴隨國鐵分割民營化，車站由東日本旅客鐵道（JR東日本）營運。
- 1988年（昭和63年）4月1日：成為直營車站[3]。
- 1998年（平成10年）1月30日：Kiosk結業[4]。
- 2013年（平成25年）9月1日：同年10月為了開始秋田地方旅遊活動，車站大樓進行翻新。在當日重新啟用[5][6]。
- 2014年（平成26年）
  - 7月25日：「綠色窗口」結束營業。
  - 7月27日：指定席售票機開始投入運作。

## 車站構造
本站是地面車站，設有1面1線的單式月台和1面2線的島式月台。站房與各月台之間透過跨線橋連接。而站內沒有升降機與電梯等設備。
此站是由橫手站管理的業務委託車站，並委托JR東日本東北綜合服務負責車站業務，在早上和晚上沒有車站職員當值。候車室的角落處原設有烏冬、蕎麥麵餐廳「伯養廚房」和Kiosk，兩店均已結業，變成飲品、新聞自動販賣機。
在2013年6月20日，JR東日本為了於同年10月舉行秋田地方旅遊活動，因此發表計劃把站房翻新。新車站的概念是招待茶屋。在同年9月1日，車站外牆和候車室進行重新設計，並以增田的倉庫形象為原型。

### 月台
| 月台 | 路線      | 上下行 | 方向           |
| ---- | --------- | ------ | -------------- |
| 1    | ■奧羽本線 | 下行   | 橫手、秋田方向 |
| 2・3 | ■奧羽本線 | 上行   | 湯澤、新庄方向 |

參考
※在3號月台可由兩方向進站和往兩方向出發。

## 使用狀況
根據「JR東日本」的資料，在2019年度（令和元年度）1日平均乘車人次為376人。
以下列出近年乘車人次變化：
| 年度               | 1日平均 乘車人次 | 參考資料        |
| ------------------ | ---------------- | --------------- |
| 2000年（平成12年） | 729              | [ 利用客数 2 ]  |
| 2001年（平成13年） | 756              | [ 利用客数 3 ]  |
| 2002年（平成14年） | 722              | [ 利用客数 4 ]  |
| 2003年（平成15年） | 690              | [ 利用客数 5 ]  |
| 2004年（平成16年） | 653              | [ 利用客数 6 ]  |
| 2005年（平成17年） | 610              | [ 利用客数 7 ]  |
| 2006年（平成18年） | 608              | [ 利用客数 8 ]  |
| 2007年（平成19年） | 580              | [ 利用客数 9 ]  |
| 2008年（平成20年） | 579              | [ 利用客数 10 ] |
| 2009年（平成21年） | 530              | [ 利用客数 11 ] |
| 2010年（平成22年） | 517              | [ 利用客数 12 ] |
| 2011年（平成23年） | 506              | [ 利用客数 13 ] |
| 2012年（平成24年） | 507              | [ 利用客数 14 ] |
| 2013年（平成25年） | 513              | [ 利用客数 15 ] |
| 2014年（平成26年） | 490              | [ 利用客数 16 ] |
| 2015年（平成27年） | 465              | [ 利用客数 17 ] |
| 2016年（平成28年） | 427              | [ 利用客数 18 ] |
| 2017年（平成29年） | 421              | [ 利用客数 19 ] |
| 2018年（平成30年） | 416              | [ 利用客数 20 ] |
| 2019年（令和元年） | 376              | [ 利用客数 1 ]  |

## 車站周邊
在車站大樓一方設有大型商店街，沿國道13號上設有多間郊外型商店，但是多數商店已經結業。另外，在車站步行15分鐘的國道342號上設有一些商店。在站前設有備傳說中的怪物猩猩銅像。
- 橫手市政廳 十文字地域局（前十文字町（日语：十文字町）公所）
- 櫻桃樹園地
- 皆瀨川（日语：皆瀬川 (秋田県)）下流的天鵝降落地點。
- 十文字郵局
- 國道13號
- 梨木公園
- 秋田縣立增田高等學校（日语：秋田県立増田高等学校）
- AEON Town十文字南
  - MaxValu（日语：イオン東北）十文字南店
- 千年公園（岩崎城（日语：岩崎城 (出羽国)）址）
- 道之驛十文字（日语：道の駅十文字）「[注釋 1]」

## 巴士路線
在車站附近設有2座巴士站，前往的方向均不同。2座巴士站由羽後交通營運。
- 站前的巴士站可前往增田、稻庭、小安溫泉、東成瀨方向 - 往橫手、湯澤方向（經「十文字站前角巴士站」）。
- 在車站步行5分鐘可到達舊國道13號上的「十文字站前角巴士站」，停靠的巴士路線包括橫手 - 十文字 - 湯澤之間的巴士路線，此站前往橫手、湯澤方向的班次較多。

## 相鄰車站
東日本旅客鐵道（JR東日本）
■奧羽本線
□快速（只有早上下行1班）
湯澤→十文字→橫手
■普通
下湯澤－十文字－醍醐

## 注腳

### 使用狀況
1. 1 2  . 東日本旅客鉄道.   [2020-07-13]. （原始内容存档于2020-07-14） （日语）.
2. ↑  . 東日本旅客鉄道.   [2019-02-18]. （原始内容存档于2019-04-02） （日语）.
3. ↑  . 東日本旅客鉄道.   [2019-02-18]. （原始内容存档于2019-02-22） （日语）.
4. ↑  . 東日本旅客鉄道.   [2019-02-18]. （原始内容存档于2019-04-02） （日语）.
5. ↑  . 東日本旅客鉄道.   [2019-02-18]. （原始内容存档于2019-03-27） （日语）.
6. ↑  . 東日本旅客鉄道.   [2019-02-18]. （原始内容存档于2019-02-23） （日语）.
7. ↑  . 東日本旅客鉄道.   [2019-02-18]. （原始内容存档于2019-04-02） （日语）.
8. ↑  . 東日本旅客鉄道.   [2019-02-18]. （原始内容存档于2019-04-02） （日语）.
9. ↑  . 東日本旅客鉄道.   [2019-02-18]. （原始内容存档于2019-04-02） （日语）.
10. ↑  . 東日本旅客鉄道.   [2019-02-18]. （原始内容存档于2019-02-22） （日语）.
11. ↑  . 東日本旅客鉄道.   [2019-02-18]. （原始内容存档于2019-04-02） （日语）.
12. ↑  . 東日本旅客鉄道.   [2019-02-18]. （原始内容存档于2019-04-02） （日语）.
13. ↑  . 東日本旅客鉄道.   [2019-02-18]. （原始内容存档于2019-04-02） （日语）.
14. ↑  . 東日本旅客鉄道.   [2019-02-18]. （原始内容存档于2019-04-02） （日语）.
15. ↑  . 東日本旅客鉄道.   [2019-02-18]. （原始内容存档于2017-02-08） （日语）.
16. ↑  . 東日本旅客鉄道.   [2019-02-18]. （原始内容存档于2019-04-02） （日语）.
17. ↑  . 東日本旅客鉄道.   [2019-02-18]. （原始内容存档于2019-03-23） （日语）.
18. ↑  . 東日本旅客鉄道.   [2019-02-18]. （原始内容存档于2019-03-27） （日语）.
19. ↑  . 東日本旅客鉄道.   [2019-02-18]. （原始内容存档于2019-03-25） （日语）.
20. ↑  . 東日本旅客鉄道.   [2019-07-16]. （原始内容存档于2019-07-05） （日语）.

## 外部連結
- 車站資訊（十文字）：東日本旅客鐵道（日語）